# Liste der Stolpersteine im Komitat Somogy
Die Liste der Stolpersteine im Komitat Somogy enthält die Stolpersteine, die im Komitat Somogy in Südtransdanubien verlegt wurden. Stolpersteine erinnern an das Schicksal der Menschen, welche von den Nationalsozialisten ermordet, deportiert, vertrieben oder in den Suizid getrieben wurden. Die Stolpersteine wurden von Gunter Demnig verlegt und liegen im Regelfall vor dem letzten selbstgewählten Wohnsitz des Opfers. Stolpersteine heißen auf Ungarisch Botlatókő.
Die ersten Verlegungen in diesem Komitat fanden am 23. Mai 2023 in Barcs statt.

## Verlegte Stolpersteine

### Barcs
In Barcs wurden zwei Stolpersteine für das Ehepaar Kapolyi verlegt.
| Stolperstein | Übersetzung | Verlegeort                                    | Name, Leben |
| ------------ | --- | --------------------------------------------- | --- |
|              | HIER WOHNTE VILMOS KAPOLYI GEB. 1869 DEPORTIERT 1944 AUSCHWITZ-BIRKENAU ERMORDET 31.5.1944                         | Bajcsy-Zsilinszky u. 1 Villa Kronberger Barcs | Vilmos Kapolyi wurde 1869 geboren. Er galt als „Arzt der Armen“. Gemeinsam mit seiner Frau Irma und mit 275 anderen Menschen jüdischen Glaubens wurde er am 28. Mai 1944 Deportiert. Vilmos Kakopyi wurde, wie auch seine Frau, am 31. Mai 1944 im KZ Auschwitz-Birkenau ermordet. |
|              | HIER WOHNTE DIE FRAU DES VILMOS KAPOLYI IRMA OPLER GEB. 1878 DEPORTIERT 1944 AUSCHWITZ-BIRKENAU ERMORDET 31.5.1944 | Bajcsy-Zsilinszky u. 1 Villa Kronberger Barcs | Irma Kapolyi, geborene Opler (1878–1944) |

## Verlegedatum
- 23. Mai 2023: Barcs[2]